# Sóng delta

Sóng delta trong một lần chạy mẫu của điện não đồ

Sóng delta là sóng não biên độ cao với tần số dao động trong khoảng 0,5–4 hertz. Sóng delta, giống như sóng não khác, được ghi lại bằng điện não đồ (EEG) và thường được kết hợp với giai đoạn sâu 3 của giấc ngủ NREM, còn được gọi là giấc ngủ sóng chậm (SWS), và trợ giúp khẳng định chiều sâu của giấc ngủ.

## Bối cảnh và lịch sử
"Sóng Delta" lần đầu tiên được mô tả trong những năm 1930 bởi W. Gray Walter, người đã cải thiện trên máy điện não đồ của Hans Berger (EEG) để phát hiện sóng alpha và delta. Sóng delta có thể được định lượng bằng cách sử dụng điện não định lượng.

## Phân loại và tính năng
Sóng delta, giống như tất cả sóng não, có thể được phát hiện bằng điện não đồ (EEG). Sóng Delta ban đầu được định nghĩa là có tần số từ 1–4 Hz, mặc dù các phân loại gần đây hơn đặt ranh giới ở giữa 0,5 và 2 Hz.
Mặc dù các nghiên cứu gần đây đã mô tả các dao động chậm hơn (<0.1 Hz). Sóng delta bắt đầu xuất hiện ở giai đoạn 3, nhưng ở giai đoạn 4 gần như tất cả các hoạt động quang phổ đều bị sóng delta thống trị. Giai đoạn 3 giấc ngủ được định nghĩa là có ít hơn 50% hoạt động sóng delta, trong khi giai đoạn 4 ngủ có hơn 50% hoạt động sóng delta. Những giai đoạn này gần đây đã được kết hợp và bây giờ được gọi chung là giấc ngủ sóng giai đoạn N3. Trong thời gian N3 SWS, sóng delta chiếm 20% hoặc nhiều hơn bản ghi EEG trong giai đoạn này. Sóng delta xảy ra ở tất cả các động vật có vú và tất cả các loài động vật đều có khả năng xảy ra.
Sóng delta thường được kết hợp với một hiện tượng EEG khác, K-complex. Các K-Complex đã được chứng minh là ngay lập tức đứng trước sóng delta trong giấc ngủ sóng chậm.
Sóng delta cũng đã được phân loại theo vị trí của hoạt động vào phía trước (FIRDA), thời gian (TIRDA) và hoạt động delta liên tục (OIRDA) liên tục.